# PGC 42601
LEDA/PGC 42601, auch UGC 7872, ist eine Irreguläre Galaxie vom Hubble-Typ "Im" im Sternbild Drache am Nordsternhimmel. Sie ist schätzungsweise 90 Millionen Lichtjahre von der Milchstraße entfernt und hat einen Durchmesser von etwa 60.000 Lichtjahren. Vom Sonnensystem aus entfernt sich das Objekt mit einer errechneten Radialgeschwindigkeit von näherungsweise 1.900 Kilometern pro Sekunde.
Sie ist Mitglied der elf Galaxien zählenden Lyons Groups of Galaxies LGG 284 um NGC 4589. 